# Giacomo Boschetti
Giacomo Boschetti (o Boschetto) (Modena, 1471 – 1509) è stato un militare italiano.

## Biografia
Era figlio del conte di San Cesario Albertino V Boschetti (1450-1506), capitano dell'esercito dei Gonzaga, giustiziato quale complice della congiura contro Alfonso I d'Este, e di Diamante Castaldi di Modena.
Patrizio di Modena e conte di San Cesario, fu uomo di corte e d'armi al servizio dei Gonzaga di Mantova. Armato cavaliere nel 1494 da Francesco II Gonzaga, combatté valorosamente nella battaglia di Fornovo del 1495 e ad esso venne concesso di affiancare al proprio cognome quello dei Gonzaga.

## Discendenza
Sposò nel 1498 Polissena Castiglioni, sorella dell'umanista Baldassarre Castiglione ed ebbero tre figli:
- Anna (1499-?)
- Isabella (1502-1560), che divenne l'amante del duca di Mantova Federico II Gonzaga
- Francesco (1501-?), conte di San Cesario